# Koordinierte Weltzeit
Die koordinierte Weltzeit (englisch Coordinated universal time, französisch Temps universel coordonné), kurz UTC (siehe #Herkunft der Abkürzung), ist die heute gültige, 1972 eingeführte Weltzeit. Addiert man eine Stunde zur UTC, erhält man die Mitteleuropäische Zeit (MEZ), die zeitweise in Deutschland, Österreich, der Schweiz und anderen mitteleuropäischen Staaten gilt. Für die im Sommer geltende Mitteleuropäische Sommerzeit (MESZ) sind zwei Stunden zu addieren.
Im Gegensatz zur Universalzeit (Universal Time UT), die den Schwankungen der Erdrotation stetig folgt, indem die Länge der Zeiteinheit angepasst wird, folgt die UTC diesen Schwankungen mit Hilfe von Schaltsekunden, während ihr Sekundentakt jener der gleichmäßig mit SI-Sekunden durchlaufenden internationalen Atomzeit (TAI) ist. Die letzte Schaltsekunde wurde am 31. Dezember 2016 mit der Sekunde 23:59:60 UTC eingefügt.

Weltkarte mit Zeitzonen

## Anwendung
UTC wird als Weltzeit überall dort für Zeitangaben benutzt, wo eine weltweit einheitliche Zeitskala benötigt wird:
- in der Luftfahrt und Seefahrt
- in der Logistik, zum Erfassen von Fahrzeiten (durch elektronische Tachographen)
- in der Meteorologie
- für den wissenschaftlichen Gebrauch, soweit er nicht unmittelbar an der Zeitmessung beteiligt ist oder speziellere Ansprüche stellt
- in internationalen Projekten, die sich über mehrere Zeitzonen erstrecken
- auf der Internationalen Raumstation (ISS)
- in Antarktika
- in den digitalen Kontrollgeräten von Nutzfahrzeugen
- in internationalen Fernmeldediensten[1]
- auf vielen internationalen Internet-Portalen wie z. B. der englischsprachigen Wikipedia
- Kurzwellenrundfunk
- in E-Mails
- im Amateurfunk

Von der koordinierten Weltzeit werden, ausgehend vom Nullmeridian, der durch den Londoner Stadtteil Greenwich verläuft, die Zeiten in den verschiedenen Zeitzonen der Erde abgeleitet. UTC selbst wird für die Westeuropäische Zeit (WEZ/WET) – die in Großbritannien, Irland und Westafrika noch immer Greenwich Mean Time (GMT) genannt wird – als Zonenzeit verwendet.

## Herkunft der Abkürzung
| Sprache     | Akronym | Textbedeutung                                             |
| ----------- | ------- | --------------------------------------------------------- |
| Englisch    | CUT     | Coordinated Universal Time                                |
| Französisch | TUC     | Temps Universel Coordonné                                 |
| Kompromiss  | UTC     | inoffizielle englische Form: „Universal Time Coordinated“ |

Vor Normierung der Abkürzung ergab sich aus der in der englischen Sprache genutzten Bezeichnung Coordinated Universal Time die Abkürzung CUT, aus der französischen Variante Temps Universel Coordonné hingegen TUC. Die Internationale Fernmeldeunion sowie die Internationale Astronomische Union hatten jedoch das Bestreben, eine gemeinsame Abkürzung für alle Sprachen zu etablieren. Um keine der beiden Sprachen zu bevorzugen, wurde daher als international einheitliche Abkürzung der Kompromiss UTC gewählt, der sich auch alphabetisch in die anderen Ableitungen der Universal Time (wie UT1, UT2) einordnet. Das C steht aufgrund dieser Festlegung für die koordinierten Schaltsekunden (engl. coordinated, franz. coordonné).

## Notation
Eine vollständige UTC-Datumsangabe besteht aus Uhrzeit und Kalenderdatum. Bei nationalen oder regionalen Zeitzonen steht meist der Hinweis, um wie viele Stunden diese von der UTC abweichen, beispielsweise entspricht UTC+1 der mitteleuropäischen Zeit (MEZ) und UTC+2 der Mitteleuropäischen Sommerzeit (MESZ) wie auch der Osteuropäischen Zeit. Die beiden Zeitzonen westlich und östlich der Datumsgrenze, die beide eine um 12 Stunden von der UTC abweichende Uhrzeit haben, in denen aber das lokale Datum unterschiedlich ist, werden mit UTC−12 und UTC+12 angegeben.

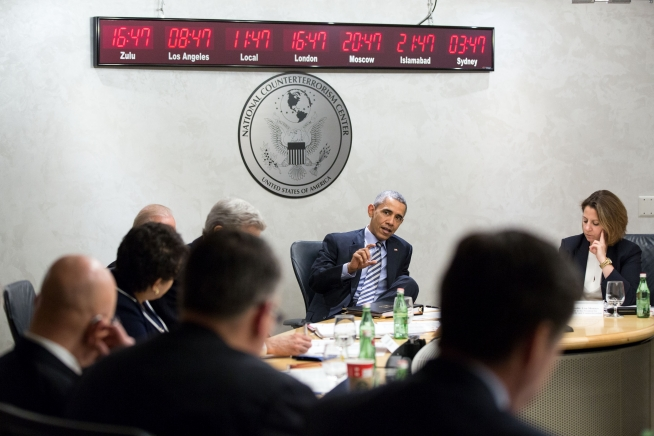
US-Präsident Obama im National Counterterrorism Center in McLean, im Hintergrund die Anzeige der Zulu-Zeit, 2015

Diese allgemeine Zeitzone wurde insbesondere in der Luftfahrt und der NATO mit dem Buchstaben Z bezeichnet. Z steht hierbei für Zero (= Null). Daher spricht man auch von Z-Zeit oder Zulu-Zeit (gemäß dem im ICAO-Alphabet dem Buchstaben Z zugeordneten Wort Zulu). Z steht für zero meridian, also Nullmeridian. Jedoch ist diese Zeitangabe so grob, dass sie sowohl für UT als auch für UTC stehen kann. Inzwischen wird der Begriff Z-Zeit in der Luftfahrt jedoch nicht mehr genutzt, sondern nur noch von UTC gesprochen. Bei Wettermeldungen (TAF/METAR) und bei US-Regierungsstellen findet man allerdings noch die Zulu-Zeiten; die Angabe 1350Z bedeutet 13:50 UTC, siehe auch ISO 8601. GPS-relevante Werte, beispielsweise zur Kalibrierung von Navigationsgeräten, werden mit UTC gekennzeichnet, niemals mit Z.
Die Standardzeit in Deutschland, Polen, Österreich, der Schweiz und Italien ist die mitteleuropäische Zeit (MEZ), die gleich der UTC plus einer Stunde ist. Das Militär bezeichnet diese auch als Alfa-Zeit (A). Während der Sommerzeit gilt die mitteleuropäische Sommerzeit (MESZ/engl. CEST), die der UTC plus zwei Stunden entspricht, im NATO-Bereich mit dem Code Bravo-Zeit (für B) bezeichnet.
Ein Beispiel aus der Luftfahrt soll dies erläutern: Alle Zeiten werden intern als UTC-Zeit angegeben, z. B. UTC 13:52. Piloten, die diese Zeit sehen, schauen in einem Verzeichnis nach, welche Abweichung für ihren Aufenthaltsort gilt, z. B. LT (Local Time), also Ortszeit Berlin = UTC +1. Sie rechnen nun: z. B. 13:52 + 1:00 = 14:52 Ortszeit Berlin. Dies gilt aber nur im Winter, bei Sommerzeit müssten sie nicht eine, sondern zwei Stunden hinzurechnen.
Eine Zeitangabe in der Form 14:52 UTC+1:00 bedeutet also 14:52 Ortszeit (örtliche Zonenzeit) für eine Zeitzone, die der UTC eine Stunde voraus ist, z. B. MEZ. Die UTC ist zu diesem Zeitpunkt 13:52.
Wenn Datums- und Zeitangaben kombiniert werden, sollte die Datumsangabe vollständig sein, die Zeitangabe kann mit reduzierter Genauigkeit angegeben werden. Die Zeitangabe 23:20:50 Uhr am 12. April 1985 wird wie folgt dargestellt:
- Grundformat: 19850412T232050
- Erweitertes Format: 1985-04-12T23:20:50

Sofern nicht aus dem Zusammenhang eindeutig klar ist, welche Zeitzone gemeint ist, ist immer die Differenz zur UTC anzugeben:
- Grundformat: 19850412T232050+0100
- Erweitertes Format: 1985-04-12T23:20:50+01:00

Erst damit wird die im Beispiel angegebene Uhrzeit eindeutig als UTC 22:20:50 identifizierbar.
Auch wenn eine Zeitangabe in UTC erfolgt, ist dies durch Anfügen der Zeitzone (+00:00 oder UTC oder Z) kenntlich zu machen.

## Bezug UTC – TAI
Als Folge der Verlangsamung der Erdrotation geht die UTC gegenüber der Internationalen Atomzeit (TAI) nach. Am 1. Januar 2017 betrug die Differenz zwischen UTC und TAI −37 Sekunden. Durch das Einfügen weiterer Schaltsekunden in die UTC wird sich diese Differenz vergrößern.

## Verwaltung
Die Koordination der UTC ist Aufgabe des Internationalen Büros für Maß und Gewicht (BIPM). Dessen Consultative Committee for Time and Frequency (CCTF), das aus Mitgliedern und Beobachtern verschiedener Zeitinstitute besteht, sorgt für die weltweite Koordinierung der UTC.
Zeitinstitute verwalten weltweit die UTC für nationale Zwecke, so zum Beispiel die Physikalisch-Technische Bundesanstalt (Deutschland), das Bundesamt für Eich- und Vermessungswesen (Österreich) und das Eidgenössische Institut für Metrologie (Schweiz). Deren Darstellungen werden dann z. B. als UTC(PTB) für Deutschland, als UTC(BEV) für Österreich und als UTC(CH) für die Schweiz bezeichnet. Die UTC ist über die Zeitserver via Internet abrufbar.